# Hanna-Maria Seppälä
Hanna-Maria Seppälä (Kerava, 13 dicembre 1984) è un'ex nuotatrice finlandese.
Specializzata soprattutto nello stile libero (50 m e 100 m) e molto forte nei 100 m misti in vasca corta, tanto da vincere due ori consecutivi sulla distanza agli europei in vasca corta di Trieste 2005 e Helsinki 2006 ed un argento ai mondiali di Shanghai 2006.
Il suo maggior successo fino ad oggi è però l'oro conquistato inaspettatamente nei 100 m sl (54"37) ai Campionati mondiali di Barcellona nel 2003.

## Palmarès
- Mondiali

Barcellona 2003: oro nei 100m sl.
- Mondiali in vasca corta

Shanghai 2006: argento nei 100m misti.
Manchester 2008: argento nei 100m misti e bronzo nei 100m sl.
- Europei

Eindhoven 2008: argento nei 100m sl.
Londra 2016: bronzo nella 4x100m sl.
- Europei in vasca corta

Dublino 2003: bronzo nei 100m sl.
Trieste 2005: oro nei 100m misti e argento nei 100m sl.
Helsinki 2006: oro nei 100m misti e bronzo nei 50m sl.
Debrecen 2007: oro nei 100m misti.
Fiume 2008: oro nei 100m misti.
Istanbul 2009: bronzo nei 100m misti.
Eindhoven 2010: bronzo nella 4x50m sl.
Chartres 2012: argento nella 4x50m sl e bronzo nella 4x50m sl mista.
- Europei giovanili

Dunkerque 2000: oro nei 50m sl e nei 100m sl.